# فابریچیو
فابریچیو (به ایتالیایی: Fabrecce) یک منطقهٔ مسکونی در ایتالیا است که در چیتا دی کاستلو واقع شده‌است. فابریچیو ۳۰۳ نفر جمعیت دارد و ۲۶۵ متر بالاتر از سطح دریا واقع شده‌است.